# Hauke Bartels
Hauke Bartels (* 1966 in Westerstede) ist ein deutscher Sprachwissenschaftler mit dem Forschungsschwerpunkt Dokumentation der niedersorbischen Sprache. Seit 2018 ist er Direktor des Sorbischen Instituts, seit 2020 Chefredakteur des Lětopis und seit 2022 Professor für Sorabistik an der Technischen Universität Dresden.

## Leben
Bartels absolvierte von 1991 bis 1998 ein Studium der Slawistik und Germanistik an der Johannes Gutenberg-Universität Mainz, der Carl von Ossietzky Universität Oldenburg und der Universität Warschau. In der Folge war er ab 1999 als wissenschaftlicher Mitarbeiter an der Universität Bremen tätig, ehe er 2001 in die Abteilung für niedersorbische Forschungen des Sorbischen Instituts wechselte. 2004 promovierte er mit einer Dissertation zur Markierungsvariation im Kontext adjektivischer Prädikate im Deutschen, Russischen und Polnischen an der Carl von Ossietzky Universität Oldenburg.
Ebenfalls 2004 übernahm Bartels die Funktion des Koordinators der Abteilung für niedersorbische Forschungen am Sorbischen Institut und wurde 2005 Leiter der Abteilung am Standort Cottbus. Im Zuge einer Umstrukturierung wurde Bartels 2015 zum Leiter der neuen standortübergreifenden Abteilung Sprachwissenschaft am Sorbischen Institut. Nachdem er von Januar 2015 bis Januar 2016 als geschäftsführender Vertreter des Direktors fungiert hatte, wurde Bartels im Februar 2016 Interimsdirektor des Sorbischen Instituts. Im Juni 2018 wurde er durch das Kuratorium des Sorbischen Instituts zum Direktor bestellt.
Seit 2020 ist Bartels Chefredakteurs des Lětopis – Zeitschrift für Sorabistik und vergleichende Minderheitenforschung. Zum Oktober 2022 wurde er zum Professor für Sorabistik am Institut für Slavistik der Technischen Universität Dresden berufen. In seiner Forschung widmet er sich vor allem der Dokumentation der niedersorbischen Sprache, insbesondere ihrer Grammatik und der Geschichte der niedersorbischen Schriftsprache seit 1848. An der Technischen Universität Dresden arbeitet er zudem an der Verbindung von traditioneller Sorabistik und den Digital Humanities. Die Abteilungsleitung Sprachwissenschaft am Sorbischen Institut gab er zum Januar 2024 an Fabian Kaulfürst ab.
Bartels ist Mitglied der Maćica Serbska und gehört der Niedersorbischen Sprachkommission an.

## Schriften (Auswahl)
- zusammen mit Nicole Störmer und Ewa Walusiak (Hrsg.): Untersuchungen zur Morphologie und Syntax im Slavischen. Beiträge zur dritten Tagung der Europäischen Slavistischen Linguistik (POLYSLAV) Torun/Thorn 1999. (= Studia Slavica Oldenburgensia 6.) BIS-Verlag, Oldenburg 2001, ISBN 978-3-8142-0740-7.
- Dativ oder Präposition: Zur Markierungsvariation im Kontext adjektivischer Prädikate im Deutschen, Russischen und Polnischen. (zugleich Dissertation) BIS-Verlag, Oldenburg 2005, ISBN 978-3-8142-0972-2.
- zusammen mit Sonja Wölke (Hrsg.): Einflüsse des Deutschen auf die grammatische Struktur slawischer Sprachen. Internationale Konferenz des Sorbischen Instituts 14.–15. 10. 2011 in Cottbus/Chóśebuz. (In: Schriften des Sorbischen Instituts. Bd. 62) Domowina-Verlag, Bautzen 2015, ISBN 978-3-7420-2343-8.
- zusammen mit Thomas Menzel und Jan Patrick Zeller (Hrsg.): Einheit(en) in der Vielfalt von Slavistik und Osteuropakunde: Prvdentia Regnorvm Fvndamentvm. Peter-Lang-Verlagsgruppe, Berlin/Lausanne 2023, ISBN 978-3-631-88988-6.